# Tullio Lanese
Tullio Lanese (Messina, 10 januari 1947 – aldaar, 1 maart 2025) was een Italiaans voetbalscheidsrechter. Hij was in dienst van FIFA en UEFA tussen 1985 en 1992. Ook leidde hij tussen 1982 en 1992 wedstrijden in de Serie A.

## Carrière
Op 26 februari 1978 leidde Lanese zijn eerste wedstrijd in de Italiaanse nationale competitie. Tijdens het duel tussen Hellas Verona en Genoa (2–0) hield de leidsman zijn kaarten op zak. In Europees verband debuteerde hij op 21 oktober 1987 tijdens een wedstrijd tussen Rapid Wien en PSV in de voorronde van de Europacup I; het eindigde in 1–2 en Lanese gaf Ivan Nielsen en Erik Gerets gele kaarten. Zijn eerste interland floot hij op 18 februari 1987, toen Israël met 1–1 gelijkspeelde tegen Noord-Ierland. De Italiaan deelde hier geen kaarten uit.
In 1990 was Lanese een van de achtentwintig scheidsrechters op het WK in Italië. Hier leidde hij drie duels. Een jaar later was de Italiaan scheidsrechter toen Rode Ster Belgrado op strafschoppen van Olympique Marseille won in de finale van de Europacup I. In 1992 leidde hij de halve finale van het EK in Zweden tussen gastland Zweden en Duitsland (2–3 voor de Duitsers).

## Interlands
| Datum             | Plaats                 | Wedstrijd               | Uitslag | Competitie           | Kreeg geel | Kreeg voor de tweede keer geel en dus rood | Weggestuurd |
| ----------------- | ---------------------- | ----------------------- | ------- | -------------------- | ---------- | ------------------------------------------ | ----------- |
| 18 februari 1987  | Ramat Gan, Israël      | Israël – Noord-Ierland  | 1 – 1   | Vriendschappelijk    | 0          | 0                                          | 0           |
| 2 november 1988   | Wenen, Oostenrijk      | Oostenrijk – Turkije    | 3 – 2   | WK 1990 kwalificatie | 3          | 0                                          | 0           |
| 25 januari 1989   | Amarousio, Griekenland | Griekenland – Portugal  | 1 – 2   | Vriendschappelijk    | 0          | 0                                          | 0           |
| 29 april 1989     | Parijs, Frankrijk      | Frankrijk – Joegoslavië | 0 – 0   | WK 1990 kwalificatie | 3          | 0                                          | 0           |
| 15 november 1989  | Boekarest, Roemenië    | Roemenië – Denemarken   | 3 – 1   | WK 1990 kwalificatie | 2          | 0                                          | 1           |
| 10 juni 1990      | Turijn, Italië         | Brazilië – Zweden       | 2 – 1   | WK 1990              | 4          | 0                                          | 0           |
| 21 juni 1990      | Udine, Italië          | Zuid-Korea – Uruguay    | 0 – 1   | WK 1990              | 4          | 0                                          | 1           |
| 23 juni 1990      | Napels, Italië         | Kameroen – Colombia     | 2 – 1   | WK 1990              | 6          | 0                                          | 0           |
| 17 oktober 1990   | Londen, Engeland       | Engeland – Polen        | 2 – 0   | EK 1992 kwalificatie | 0          | 0                                          | 0           |
| 20 februari 1991  | Parijs, Frankrijk      | Frankrijk – Spanje      | 3 – 1   | EK 1992 kwalificatie | 3          | 0                                          | 0           |
| 11 september 1991 | Bern, Zwitserland      | Zwitserland – Schotland | 2 – 2   | EK 1992 kwalificatie | 4          | 0                                          | 0           |
| 20 november 1991  | Anderlecht, België     | België – Duitsland      | 0 – 1   | EK 1992 kwalificatie | 0          | 0                                          | 0           |
| 21 juni 1992      | Solna, Zweden          | Zweden – Duitsland      | 2 – 3   | EK 1992              | 6          | 0                                          | 0           |

## Overlijden
Lanese overleed na een lang ziekbed op 78-jarige leeftijd.